# Myrmecocystus hammettensis
Myrmecocystus hammettensis är en myrart som beskrevs av Cole 1938. Myrmecocystus hammettensis ingår i släktet Myrmecocystus och familjen myror. Inga underarter finns listade i Catalogue of Life.

## Bildgalleri

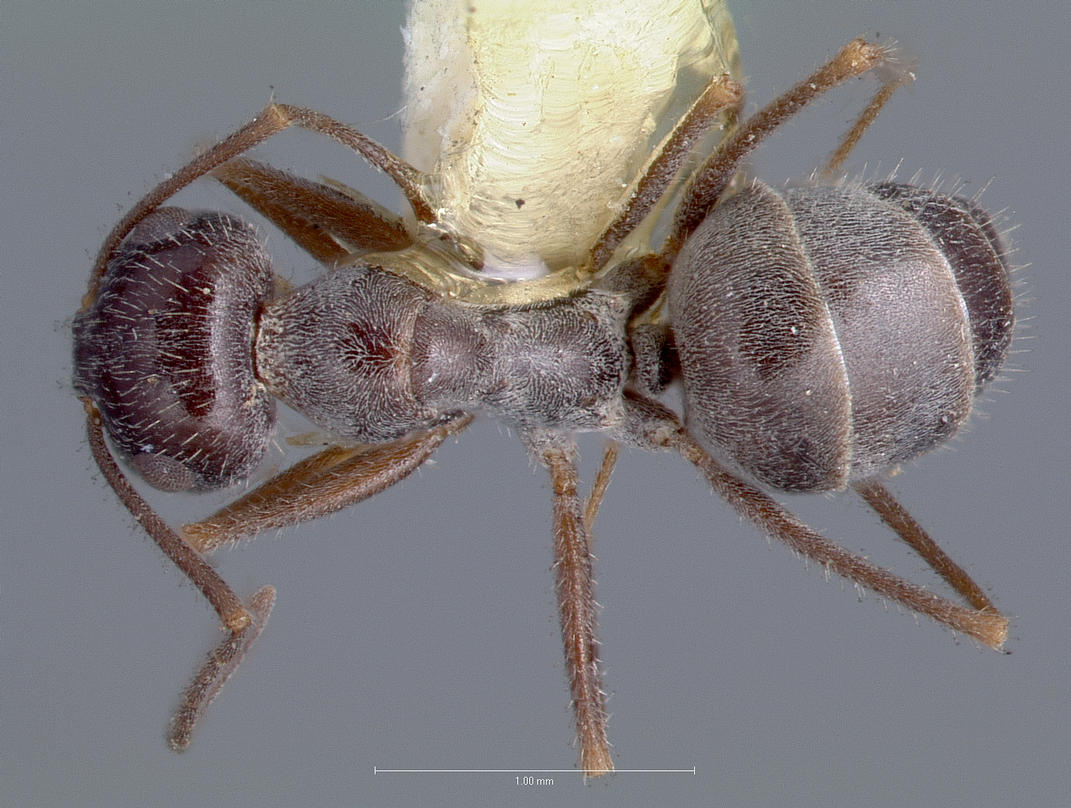
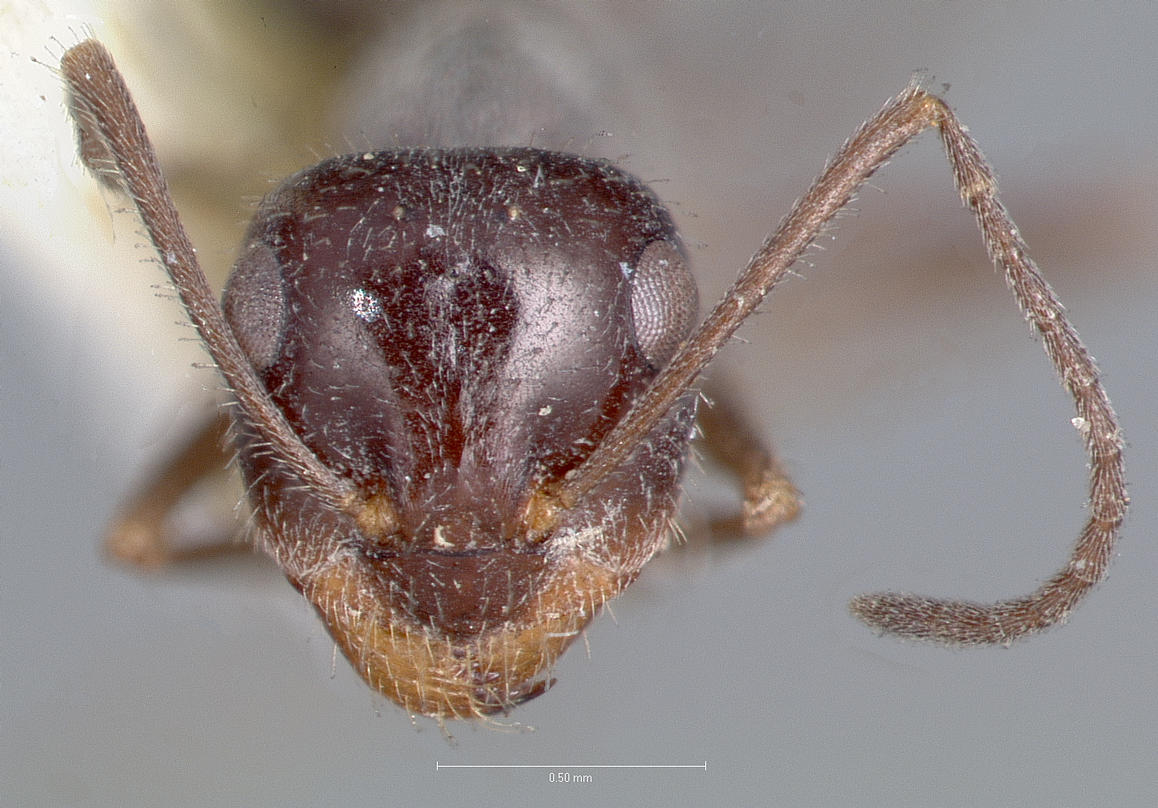
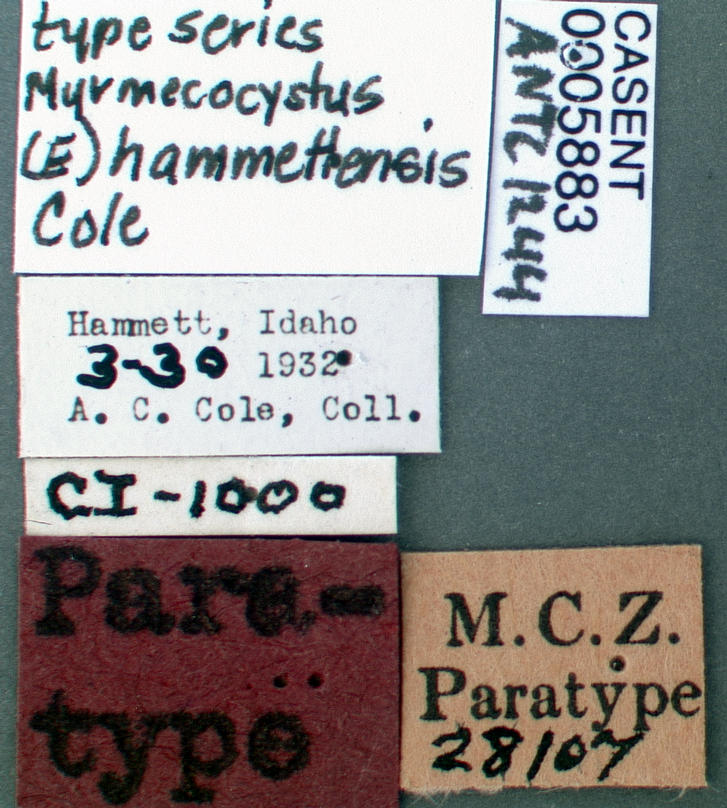
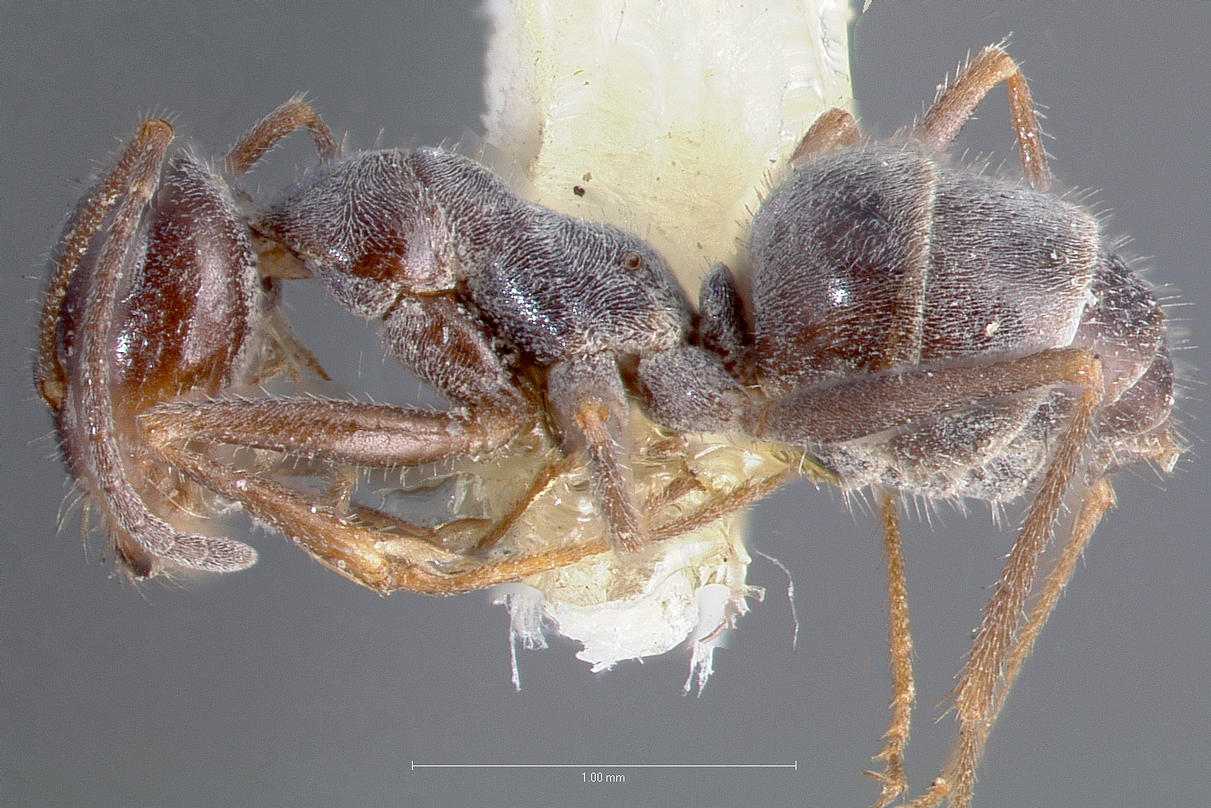